# تاکشی اوکادا

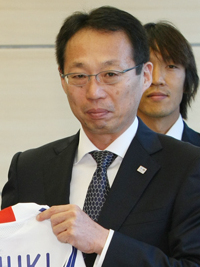
تاکشی اوکادا در سال ۲۰۱۰

تاکشی اوکادا (به ژاپنی: 岡田 武史) (زادهٔ ۲۵ اوت ۱۹۵۶) فوتبالیست پیشین و مربی فوتبال اهل ژاپن است.
وی هدایت تیم ملی فوتبال ژاپن را در دو جام جهانی ۱۹۹۸ و ۲۰۱۰ بر عهده داشت و توانست ژاپن را برای اولین بار به جام جهانی رسانده (۱۹۹۸) و برای دومین بار از مرحلهٔ گروهی جام جهانی صعود دهد (۲۰۱۰).
وی ۲ بار در سال‌های ۲۰۰۳ و ۲۰۰۴ تیم یوکوهاما مارینوس را به قهرمانی جی‌لیگ سرساند و هر دو سال بهترین مربی فصل جی‌لیگ هم شد.